# Venta de la Leche
La Venta de la Leche es una localidad y pedanía española perteneciente al municipio de Zafarraya, en la provincia de Granada, comunidad autónoma de Andalucía. Está situada en el extremo noroccidental de la comarca de Alhama. A tan sólo 400 metros del límite con la provincia de Málaga, cerca de esta localidad se encuentran los núcleos de Los Alazores, Rincón de los Reinas, Zafarraya capital y Alfarnate.
La zona próxima a esta pequeña aldea es muy frecuentada por astrónomos y aficionados en esta materia para realizar observaciones.

## Demografía
Según el Instituto Nacional de Estadística de España, en el año 2013 Venta de la Leche contaba con 12 habitantes censados, de los cuales 7 eran varones y 5 mujeres.

### Evolución de la población
| Gráfica de evolución demográfica de Venta de la Leche entre 2003 y 2013 |
|                                                                         |
| Datos según el nomenclátor publicado por el INE.                        |